# Brachychthonius impressus
Brachychthonius impressus är en kvalsterart som beskrevs av Johann Wilhelm Karl Moritz 1976. Brachychthonius impressus ingår i släktet Brachychthonius och familjen Brachychthoniidae. Inga underarter finns listade.